# George Seeley

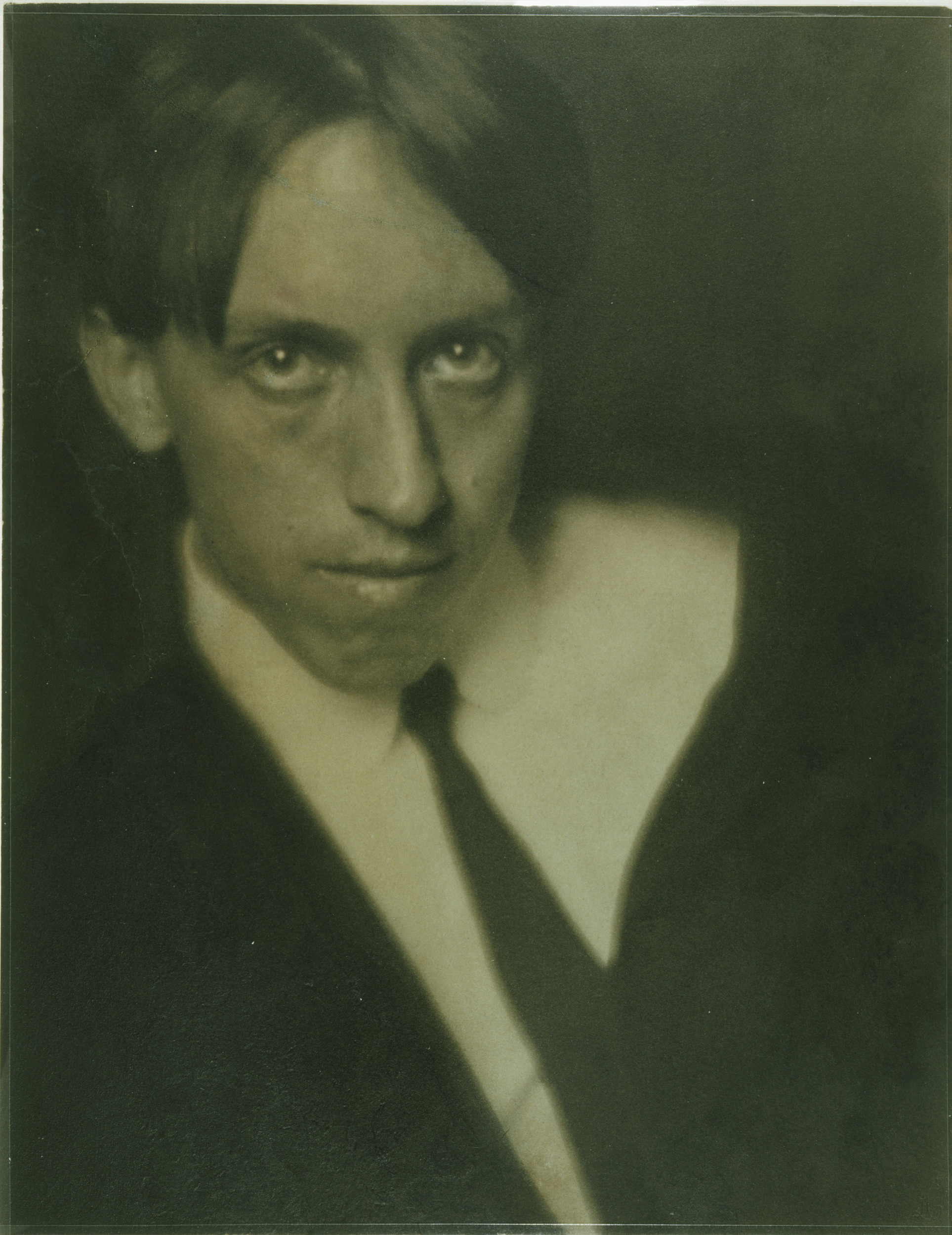
George Seeley, door Alvin Langdon Coburn, ca. 1903

George Henry Seeley (Stockbridge, Massachusetts, 1880 – aldaar, 1955) was een Amerikaans fotograaf. Hij wordt gerekend tot de stroming van het picturalisme.

## Leven en werk
Seeley studeerde tekenen en schilderen in Boston, toen hij Fred Holland Day leerde kennen, die hem introduceerde in de picturalistische fotografie. In 1904 had hij zijn eerste expositie, met veertien foto’s, in de 'First American Photographic Salon' in New York. Hij trok de aandacht van Alvin Langdon Coburn, die hem introduceerde bij Alfred Stieglitz. In 1906 werd hij lid van Stieglitz’ fotografievereniging Photo-Secession en hij publiceerde in 1907 en 1910 in totaal 17 foto’s in diens baanbrekende fototijdschrift Camera Work. Ook schreef hij meerdere artikelen in Camera Work over fotografie als zelfstandige kunstvorm. Meermaals exposeerde hij in Stieglitz’ Gallery 291.
Het werk van Seeley werd door critici geprezen om zijn lyrische kwaliteiten en de schilderachtige benadering, steeds in soft focus, in subtiele, vaak donkere tonen, op platinum papier. Vaak gebruikte hij zijn zussen als model. Vaak fotografeerde hij ook landschappen in de verschillende seizoenen, met name in de winter, met veel aandacht voor abstracties.
In 1912 brak Seeley met Stieglitz en trad hij uit de Photo-Secession. Hij bleef nog zijn leven lang fotograferen, maar met het afnemen van de interesse voor het picturalisme na de Eerste Wereldoorlog nam zijn productiviteit geleidelijk af. Vanaf de jaren dertig pakte hij het kunstschilderen weer op, met name van stillevens. Hij woonde zijn leven lang in Stockbridge, Massachusetts, waar hij ook kunstdocent was en medewerker bij de lokale krant. In zijn vrije tijd was hij een fervent ornitholoog. Hij overleed in 1955.
Seeleys werk is thans onder meer te zien in het Metropolitan Museum of Art, het Boston Museum of Fine Arts, het Philadelphia Museum of Art, het Museum of Modern Art in New York, de Albright-Knox Art Gallery in Buffalo, het New Orleans Museum of Art en het Seattle Art Museum.

## Foto's uitCamera Work

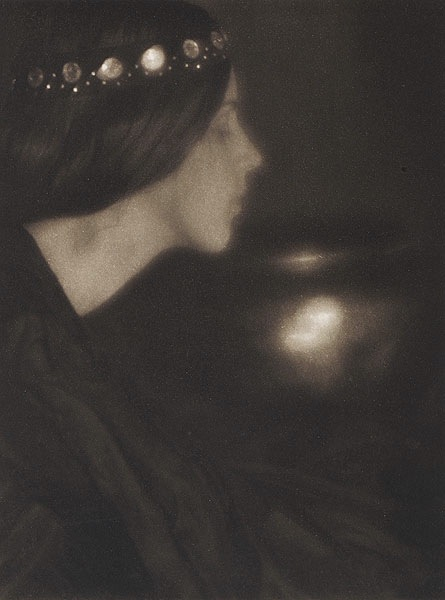
Black Bowl, 1907
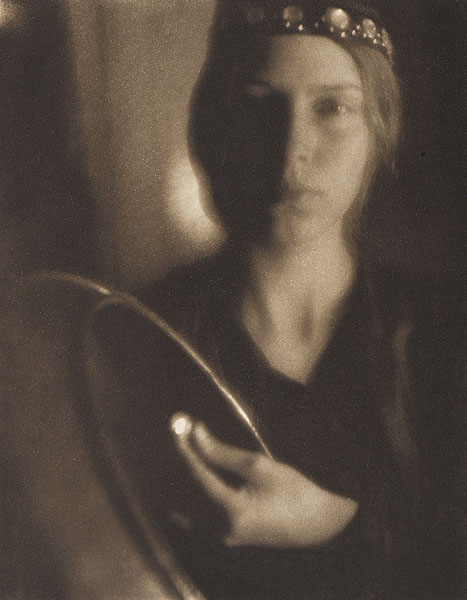
Firefly, 1907
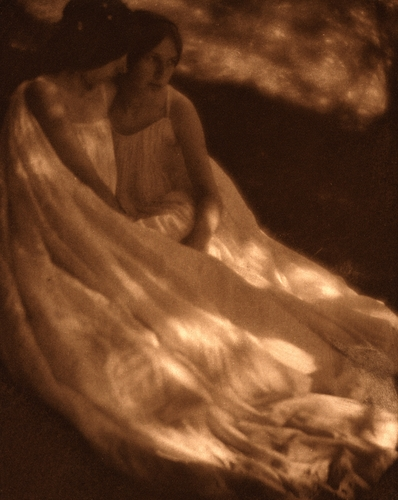
The Burning of Rome, 1907
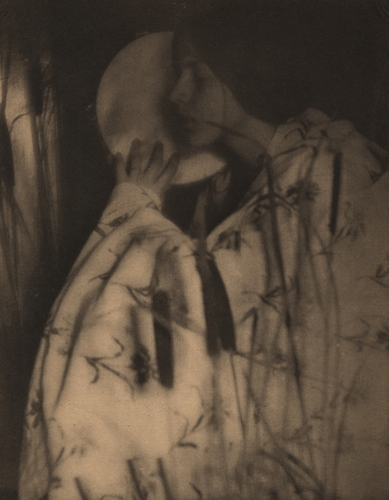
Autumn, 1910
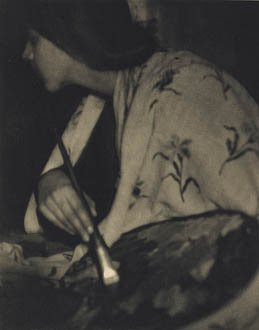
The Artist, 1910